# Dina Fijałkowska
Dina Fijałkowska – polska aktorka teatralna żydowskiego pochodzenia, wieloletnia aktorka Teatru Żydowskiego w Warszawie.

## Kariera
Teatr Żydowski w Warszawie
- 1960: Trzynaście beczek dukatów
- 1961: Samotny statek
- 1962: Bar-Kochba
- 1962: Pieśń ujdzie cało...
- 1963: Jakub i Ezaw
- 1964: Wielka wygrana
- 1965: Pusta karczma
- 1965: Urodziłem się w Odessie...
- 1966: Swaty
- 1967: Matka Courage i jej dzieci
- 1969: Bóg, człowiek i diabeł
- 1969: Skarb cesarza
- 1969: Zielone pola